# Xanthorhoe olympusa
Xanthorhoe olympusa är en fjärilsart som beskrevs av Druce 1893. Xanthorhoe olympusa ingår i släktet Xanthorhoe och familjen mätare. Inga underarter finns listade i Catalogue of Life.